# Conor Dunne
Conor Dunne (St Albans, Inglaterra, 22 de enero de 1992) es un ciclista irlandés que fue profesional entre 2014 y 2019.
El 30 de diciembre de 2019 anunció su retirada como ciclista profesional tras no encontrar ningún equipo para competir durante el año 2020.

## Palmarés
2013
- 1 etapa del An Post Rás

2015
- 3.º en el Campeonato de Irlanda en Ruta

2016
- Rutland-Melton International CiCLE Classic

2017
- 3.º en el Campeonato de Irlanda en Ruta

2018
- Campeonato de Irlanda en Ruta

## Resultados en Grandes Vueltas y Campeonatos del Mundo
Durante su carrera deportiva consiguió los siguientes puestos en las Grandes Vueltas. 
| Carrera         | Carrera         | 2014 | 2015 | 2016 | 2017  | 2018 | 2019  |
| --------------- | --------------- | ---- | ---- | ---- | ----- | ---- | ----- |
|                 | Giro de Italia  | —    | —    | —    | —     | —    | 135.º |
|                 | Tour de Francia | —    | —    | —    | —     | —    | —     |
|                 | Vuelta a España | —    | —    | —    | 158.º | —    | —     |
| Mundial en Ruta | Mundial en Ruta | —    | Ab.  | —    | Ab.   | Ab.  | Ab.   |

—: no participa

Ab.: abandono

## Equipos
- An Post-ChainReaction (2014-2015)
- JLT Condor (2016)
- Aqua Blue Sport (2017-2018)
- Israel Cycling Academy[2] (2019)